# Five Nights at Freddy's 3
Five Nights at Freddy's 3 (a menudo abreviado como FNaF 3) es un videojuego de terror y supervivencia point-and-click desarrollado y publicado por Scott Cawthon. Es la tercera entrega de la serie Five Nights at Freddy's y tiene lugar en una atracción con temática de terror basada en la cadena de restaurantes que aparece en los dos primeros juegos. El jugador asume el papel de Michael Afton (que a menudo utiliza nombres falsos, como lo hace también Wiliam Afton, Springtrap), un guardia de seguridad, y debe defenderse de un animatrónico decrépito llamado Springtrap que deambula por la atracción mientras lucha contra las alucinaciones de otros animatrónicos. Para sobrevivir, el jugador debe monitorear las cámaras de seguridad del edificio mientras mantiene sistemas defectuosos que ocasionalmente se apagan. Si el jugador no logra mantener a Springtrap fuera de la oficina o mira fijamente las alucinaciones durante demasiado tiempo, se asustará, aunque solo una de las primeras provocará el fin del juego.
El juego fue revelado en enero de 2015 a través de una imagen teaser en el sitio web de Cawthon y un sistema de respuesta automatizado en su correo electrónico. Después de varios avances adicionales y un avance, el juego se lanzó para Windows el 2 de marzo de 2015. Posteriormente se lanzó para Android e iOS el 6 de marzo y el 12 de marzo del mismo año, respectivamente. El juego recibió críticas mixtas de los críticos, con elogios hacia la mecánica y la jugabilidad reelaboradas, pero una recepción mixta hacia su atmósfera e historia. Su sucesor, Five Nights at Freddy's 4, se lanzó el 23 de julio de 2015. Los ports para Nintendo Switch, PlayStation 4 y Xbox One se lanzaron el 29 de noviembre de 2019 junto con la primera, segunda y cuarta entrega de la serie.

## Cronología
30 años después del cierre del Freddy Fazbear's Pizza de 1993.
En 2023, un empleado llamado Hudson Foster recién contratado es asignado como guardia de seguridad de vigilancia nocturna en Fazbear's Fright, una atracción con temática de terror basada en los misterios sin resolver del desaparecido restaurante familiar de Freddy Fazbear's Pizza, construida en el interior de un parque de atracciones local con parafernalia rescatada de los establecimientos originales. Durante la semana antes de que la atracción sea abierta al público, Hudson debe vigilar el edificio desde su oficina, utilizando una red de cámaras de seguridad instaladas en las habitaciones y los conductos de ventilación. Además, debe controlar el estado de tres sistemas operativos: cámaras, audio y ventilación, reiniciándolos cada vez que comiencen a fallar; asimismo, podrá ver fantasmas de animatrónicos de las anteriores entregas, pudiendo causar un mal funcionamiento de los sistemas, pero actuando sin hostilidad contra él.
Después de la primera noche, el personal de Fazbear's Fright descubre un antiguo animatrónico deteriorado similar a un conejo, al que apodan como "Springtrap";(es William Afton en el traje de uno de los animatrónicos del primer restaurante de 1980) ahora, el empleado debe evitar sus constantes ataques, sellando los conductos de ventilación para bloquear su camino, pero siendo incapaz de sellar la puerta o el conducto que conducen directamente a la oficina. Cuando funciona correctamente, el sistema de audio puede ser usado para reproducir efectos de sonido que alejan a Springtrap mientras que el mal funcionamiento de la ventilación causará que el empleado sufra alucinaciones al ver más de un animatrónico en las cámaras.
Con el pasar de las noches, el empleado escucha una serie de cintas de casete instructivas que instruyen a los empleados sobre cómo operar dos trajes que pueden funcionar como animatrónicos y/o disfraces para humanos. Las cintas también hablan de una "habitación segura", una locación de emergencia adicional que se encuentra escondida de los clientes, es invisible a los animatrónicos y siempre está fuera de cámara. Sin embargo, las noches posteriores desalientan el uso de los trajes, estableciendo que, de manera temporal, no serán aptos para los empleados luego de "un desafortunado incidente en la localización hermana". Para reemplazar estos trajes defectuosos, las cintas indican que se entregarán trajes temporales encontrados hace poco tiempo, solicitando evitar preguntas sobre su adecuación.
Comenzando la quinta noche, la cinta reproducida hace un recordatorio de que la "habitación segura" es solamente para uso de empleados y que los clientes nunca deben ser llevados allí; también menciona que uno de los trajes fue guardado en esa habitación, advirtiendo que no debe ser usado bajo ninguna circunstancia. Unos minijuegos de 8-bits situados en algún momento de 2015, ,insinúan el problemático pasado del restaurante, con los minijuegos de las primeras cuatro noches representando a los cuatro animatrónicos originales — Freddy Fazbear, Bonnie, Chica y Foxy — siguiendo a un misterioso animatrónico de color morado antes de ser violentamente destruidos por William Afton, visto anteriormente en los minijuegos del segundo juego como el hombre responsable de los diversos asesinatos ocurridos a lo largo de la historia de la franquicia. Durante el minijuego de la quinta noche, los fantasmas de los cinco niños que habitaban en los animatrónicos acorralan a Afton (también conocido como el Hombre Morado), que intenta protegerse escondiéndose en el traje guardado en la "habitación segura". De repente, el defectuoso mecanismo de resortes del traje comienza a fallar, insertándose alrededor de su cuerpo mientras los niños se desvanecen, dejando a su asesino desangrándose hasta la muerte, explicando así los orígenes de Springtrap.
A diferencia de las entregas anteriores, el juego contiene dos finales, dependiendo de si el jugador ha encontrado y completado todos los minijuegos ocultos dentro del juego principal. Algunos de estos solo están disponibles en noches específicas, mientras que se puede acceder a otros durante cualquier noche:
- Completar el juego sin haber encontrado todos los minijuegos ocultos desbloquea un "final malo", mostrando una pantalla con las cabezas de los cinco animatrónicos del primer juego con sus ojos iluminados, revelando que todavía están poseídos.
- Completar el juego tras haber encontrado todos los minijuegos ocultos desbloquea un "final bueno", mostrando la misma pantalla descrita anteriormente pero con las cabezas de los animatrónicos apagadas, con una cabeza desaparecida (presumiblemente la de Golden Freddy); esto revela que las almas de los niños finalmente pueden descansar en paz.

Durante la sexta noche adicional, la cinta reproducida declara que todas las "habitaciones seguras" de las distintas ubicaciones de Freddy Fazbear's Pizza serán selladas permanentemente. Completando la noche, un recorte de periódico revela que Fazbear's Fright fue destruido en un misterioso incendio desatado poco después de los acontecimientos del juego, y que cualquier artículo recuperable de la atracción será subastado. Sin embargo, aumentar el brillo en la imagen muestra a Springtrap en el fondo, revelando que de alguna manera sobrevivió, dejando su paradero desconocido.

## Jugabilidad
Five Nights at Freddy's 3 es un videojuego de supervivencia y estrategia con elementos de «point-and-click»; a pesar de ello, la jugabilidad se desvía ligeramente de las anteriores entregas de la serie. De manera similar a los dos primeros juegos, los jugadores tienen la tarea de sobrevivir una semana de turnos nocturnos, que duran desde la medianoche hasta las seis de la madrugada (aproximadamente 4 minutos en tiempo real). Sin embargo, este juego presenta a un solo animatrónico conocido como "Springtrap", que puede atacar físicamente al jugador para finalizar el juego. Varios animatrónicos de las dos entregas anteriores de la serie  — Freddy Fazbear, Chica, Foxy, Puppet, Balloon Boy y Mangle — regresan como "fantasmas" que no pueden dañar directamente al jugador, pero pueden obstaculizar sus esfuerzos por sobrevivir.
El juego está ambientado en una atracción con temática de terror llamada Fazbear's Fright, construida con accesorios y parafernalia rescatada de los antiguos restaurantes de la empresa de "Fazbear Entertainment"; la atracción tiene como objetivo capitalizar los anteriores incidentes que ocurrieron en los diversos restaurantes que la empresa anteriormente operaba. El jugador debe monitorear dos sistemas de cámaras de seguridad por separado, uno para las habitaciones o pasillos, y otro para los conductos de ventilación, para rastrear los movimientos del animatrónico. Además, el jugador debe observar el estado de tres sistemas operativos, reiniciándolos cuando no funcionen correctamente: estos sistemas controlan las cámaras, un conjunto de dispositivos de audio que pueden ser usados para atraer al animatrónico lejos de la posición del jugador, y la ventilación. Si el último de estos no se mantiene en ejecución, el jugador podrá sufrir alucinaciones al ver múltiples animatrónicos en el edificio. Si el verdadero animatrónico entra en la oficina, matará al jugador, resultando en un «game over».
El juego consta de cinco niveles que comprenden cinco "noches", cada una aumentando en dificultad. Completar la historia principal del juego otorgará una estrella en el menú y desbloqueará una sexta noche aún más difícil; completar este nivel otorgará una segunda estrella y desbloqueará un menú de trucos. Varios minijuegos de baja resolución están ocultos dentro del juego principal; completarlos desbloqueará el "final bueno", otorgará una tercera estrella y dará acceso a contenido adicional. El menú de trucos ofrece una variedad de opciones, incluyendo un radar, la capacidad de hacer que las noches sean más rápidas, y un modo para que los animatrónicos actúen más agresivamente y, por lo tanto, hagan que el juego sea más difícil, dependiendo de las habilidades del jugador; completar una noche con este modo activado otorgará una cuarta y última estrella.

## Desarrollo
En enero de 2015, una nueva imagen «teaser» fue subida en la página web de Scott Cawthon, presagiando una tercera entrega en la serie. Poco tiempo después, se lanzó un segundo «teaser» que mostraba a los modernizados animatrónicos del segundo juego aparentemente desechados. Varias otras imágenes «teaser» continuaron siendo publicadas, antes de que un tráiler oficial fuera lanzado el 26 de enero de 2015. Ese mismo día, el juego fue publicado, y más tarde aceptado, por la plataforma de «crowdsourcing» de Steam Greenlight.

### Lanzamiento
Una demo para YouTubers seleccionados fue lanzada el 1 de marzo de 2015; unas horas más tarde, el juego completo fue lanzado el 2 de marzo del mismo año para Microsoft Windows a través de Steam. El 7 de marzo de 2015, se lanzó un puerto para Android a través de Google Play Store mientras que un puerto para iOS fue lanzado unos días después, el 12 de marzo del mismo año. Finalmente, un puerto para Nintendo Switch, Xbox One y PlayStation 4 fue lanzado el 29 de noviembre de 2019.

## Recepción
Five Nights at Freddy's 3 recibió críticas mixtas a positivas, con Metacritic asignándole una puntuación de 68 sobre 100 a la versión para PC.
Omri Petitte de PC Gamer le dio una puntuación de 77 sobre 100, elogiando el reelaborado de sistema de cámaras, pero comentó cómo los «Sustos repentinos» de los animatrónicos "se sintieron un poco rancios para la tercera noche". En una reseña más crítica, Nic Rowen de Destructoid le dio una puntuación de 6.5 sobre 10, diciendo que a pesar de que el juego es "por mucho, la entrega técnicamente más competente y mecánicamente satisfactoria", criticó a Springtrap y a Fazbear's Fright por carecer del "encanto del elenco y ubicación originales".